# Nikolaus von Flondor

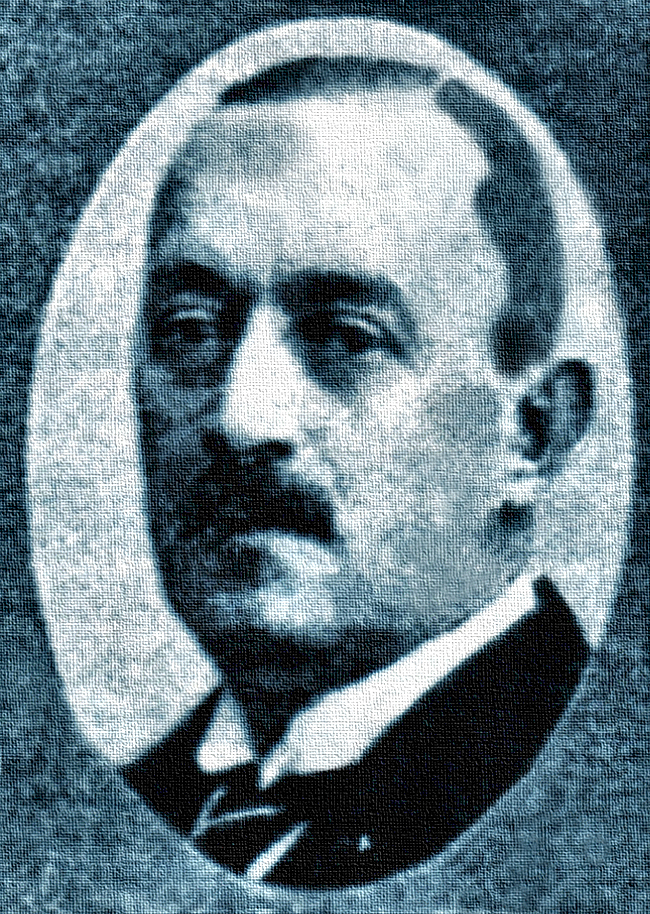
Nikolaus von Flondor

Freiherr Nikolaus „Nicu“ von Flondor (* 27. Juni 1872 in Storozynetz (Storojineț); † 22. Mai 1948 in Brașov (Kronstadt)) war Großgrundbesitzer sowie österreichischer und rumänischer Politiker aus der Familie Flondor. Er war dreimal Bürgermeister der Stadt Czernowitz (1920, 1922–1926 und 1938–1940).

## Leben

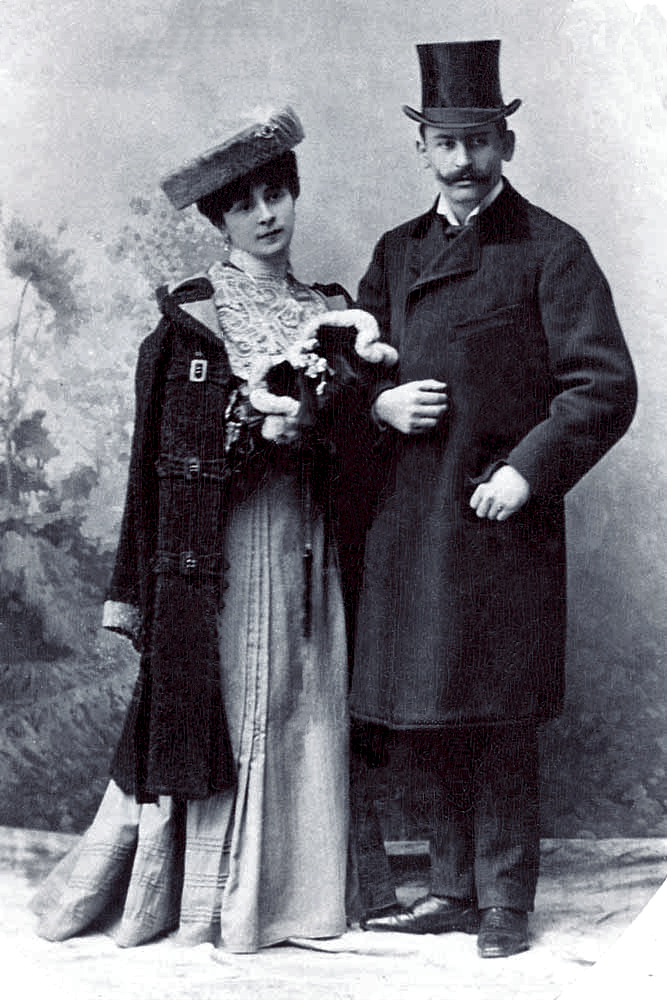
Nikolaus von Flondor und Helene von Grigorczea 1899

Als einer von fünf Adligen der Bukowina besuchte Flondor das k.k. I. Staatsgymnasium Czernowitz. Nach dem Abitur studierte er an der Franz-Josephs-Universität Rechtswissenschaft. Nach den Examen trat er als Verwaltungsjurist in den Staatsdienst. Er wurde 1890 Mitglied der akademischen Vereinigung Junimea und 1903 in den Vorstand der Zentrale für wirtschaftliche Förderung der Bukowina gewählt.
Politisch betätigte er sich als Abgeordneter im Bukowiner Landtag (1908–1914), zuerst in der Rumänischen Nationalen Volkspartei, danach in der Rumänischen Christlich-Sozialen Partei, schließlich ab 1910 in der Rumänischen Nationalpartei, zu deren Vorsitzenden er 1912 gewählt wurde. Er leitete seit 1911 im Parlament den Ausschuss für Finanzen und war Mitglied im Staatskomitee.
Auf Antrag wurden er und seine Nachfahren – im Gegensatz zu seinem Bruder Johann von Flondor – durch Allerhöchste Entschließung Kaiser Franz Joseph I. vom 10. August 1913 zu Ischl und Diplom zu Wien am 11. März in 1914 in den Freiherrenstand erhoben, nachdem er 1912 mit dem Komturkreuz des Österreichisch-kaiserlichen Leopold-Ordens ausgezeichnet worden war.
Nachdem die Kaiserlich Russische Armee die Hauptstadt des Habsburger Kronlandes durch den Kosakengeneral Dmitri Grigorjewitsch Pawlow besetzt hatte, wurde Flondor mit anderen Honoratioren, unter anderem dem Bürgermeister von Czernowitz Salo von Weisselberger, nach Sibirien deportiert. Nach 14 Monaten kehrte er im Rahmen eines Gefangenenaustauschs zurück.
Nach dem Krieg wurde Nikolaus am 12. November 1918 zum Staatssekretär und Generalinspektor für Finanzen und auch Landesverteidigungsminister in der provisorischen Regierung der Bukowina unter seinem Bruder Johann (Iancu) ernannt. Im Gegensatz zu Alexander Freiherr von Hormuzaki, dem letzten Landeshauptmann der Bukowina, brach er seinen Eid auf den Kaiser. In seinem Amt ließ er den Kriegshelden Generalmajor Eduard Fischer und seine Gattin verhaften, nach Iași abführen und einkerkern.
Auf der Pariser Friedenskonferenz 1919 begleitete er Ministerpräsident Ion I. C. Brătianu als Experte für die wirtschaftliche und finanzielle Situation der Bukovina. Für den Partidul Național Liberal wurde er Abgeordneter im Parlament Großrumäniens. Ab 1920 wurde er dreimal  zum Bürgermeister von Cernăuți (Czernowitz) gewählt, 1920, 1922–1926, letztmals 1938–1940 und war Ehrenbürger von Noua Suliță (Nowosielitza).

## Familie
Nikolaus war der Sohn des Georg von Flondor (* 11. Oktober 1826 in Storojineț; † 13. Juni 1892, ebenda) und der Isabella Dobrowolski von Buchenthal (* 14. August 1835 in Rogojești; † 14. Februar 1890 in Storojineț), auch war er der Bruder des Theodor (Tudor) und Johann (Iancu) von Flondor. Er heiratete am 4. Juli 1899 Helene (* 25. Oktober 1879, in Carapciu; † 7. August 1970, in Wien), Tochter des Modest Ritter von Grigorcea und hatte mit ihr drei Kinder: Radu (* 20. Februar 1900 in Czernowitz; † 29. November 1956 in Bukarest), Botschafter von Großrumänien in Wien, verheiratet am 13. Juli 1946 in Brașov mit Maria Vasiliu († 1979 in Bukarest);  Alexander (* 4. Februar 1902 in Noua Suliță; † 18. August 1987 in Offenbach) und Helene (* 22. Februar 1904 in Noua Suliță; † 25. August 1944, Iași). Letztere wurde beim Einmarsch der Roten Armee von sowjetischen Soldaten ermordet. Ihr Gatte Peter von Bohosievicz (* 28. Oktober 1904; † 21. August 1953) wurde deportiert und kam in einem sowjetischen Lager um. Die Familie wurde zwangsevakuiert und musste für Jahre ein Domizil in Râșnov bei Brașov beziehen.

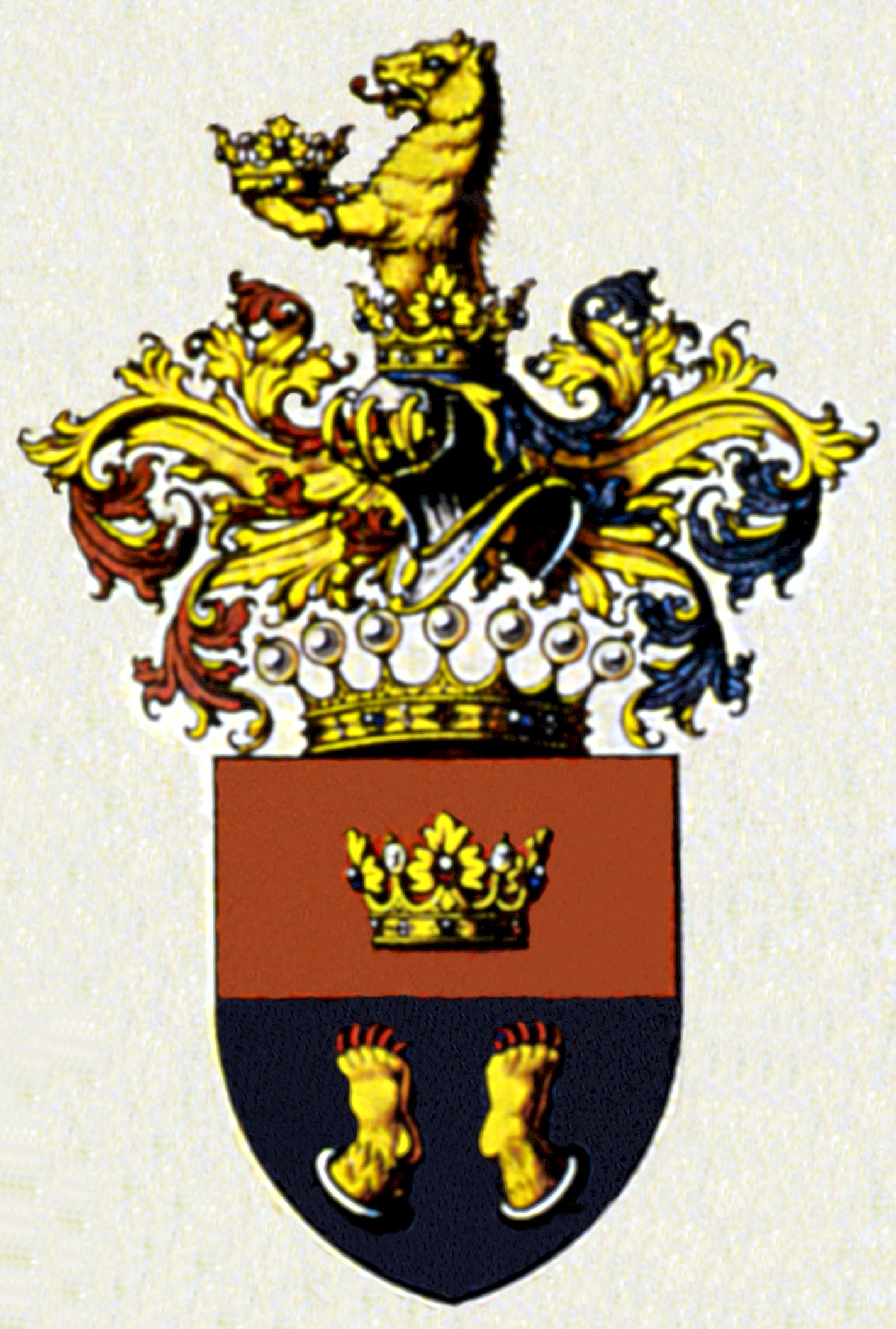
Wappen der Freiherrn von Flondor

## Wappen
Geteilt, oben in Rot eine grüne Blätterkrone, unten in Blau zwei aus eisernen Ringen hervorwachsend, einander zugekehrte rot-bewehrte goldene Bärentatzen. Auf dem Hauptrande des Schildes ruhet die goldene Freiherrnkrone. Auf dem Helm mit rechts rot-goldenen, links blau-goldenen Decken ein wachsender rot-bezungter und rot-bewehrter goldener Bär, in seinen mit eisernen Ringen umschlossenen Tatzen die goldene Blätterkrone haltend.